# Perisomena
Perisomena — род чешуекрылых из подсемейства Arsenurinae в составе семейства павлиноглазок.

## Систематика
В состав рода входят:
- Павлиноглазка подслеповатая (Perisomena caecigena) (Kupido, 1825) — Малая Азия, Закавказье и Пиренейский полуостров (2 подвида)
- Perisomena cincta Mabille, 1879
- Perisomena derosata Schawerda, 1914
- Perisomena parviocellata Friedal, 1968
- Perisomena transcaucasica Bang-Haas, 1927
- Perisomena unicolor Schultz, 1910
- Perisomena wiskotti Niepelt, 1914